# Albordj
En las creencias de los parsis se llama Albordj, en idioma avéstico, a la montaña primitiva, fundamento y base de toda la tierra. Todas las demás montañas no son más que ramificaciones de Albordj y en la cúspide de este monte reside Ormuz, el dios creador, con los 30 Amschaspandas e Izedas.
- El contenido de este artículo incorpora material del tomo 4 de la Enciclopedia Universal Ilustrada Europeo-Americana (Espasa), cuya publicación fue anterior a 1945, por lo que se encuentra en el dominio público.

- Datos: Q8193723